# Mykola Markevytj

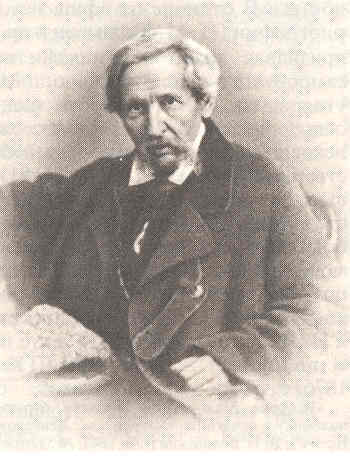
Mykola Markevytj

Mykola Andrijovytj Markevytj (ukrainska: Микола Андрійович Маркевич), född 1804, död 21 juni (gamla stilen: 9 juni) 1860, var en ukrainsk historiker.
Markevytj utgav 1831 en ukrainsk folkvisesamling Ukrainskija melodii och författade 1842–43 Istorija Malorossii i fem delar, vars historiska värde är föga betydande på grund av bristande källstudier. Dessutom skrev han flera smärre arbeten om guvernementet Poltavas folkvisor, klimat, floder och befolkning (Narodnye ukrainskie napjevy 1840, O klimatě Pollavskoj gubernii 1850, O narodonaselenii Poltavskoj gubernii 1855 och Rěki Poltavskoj gubernii 1856.